# Istoria Orientului Mijlociu

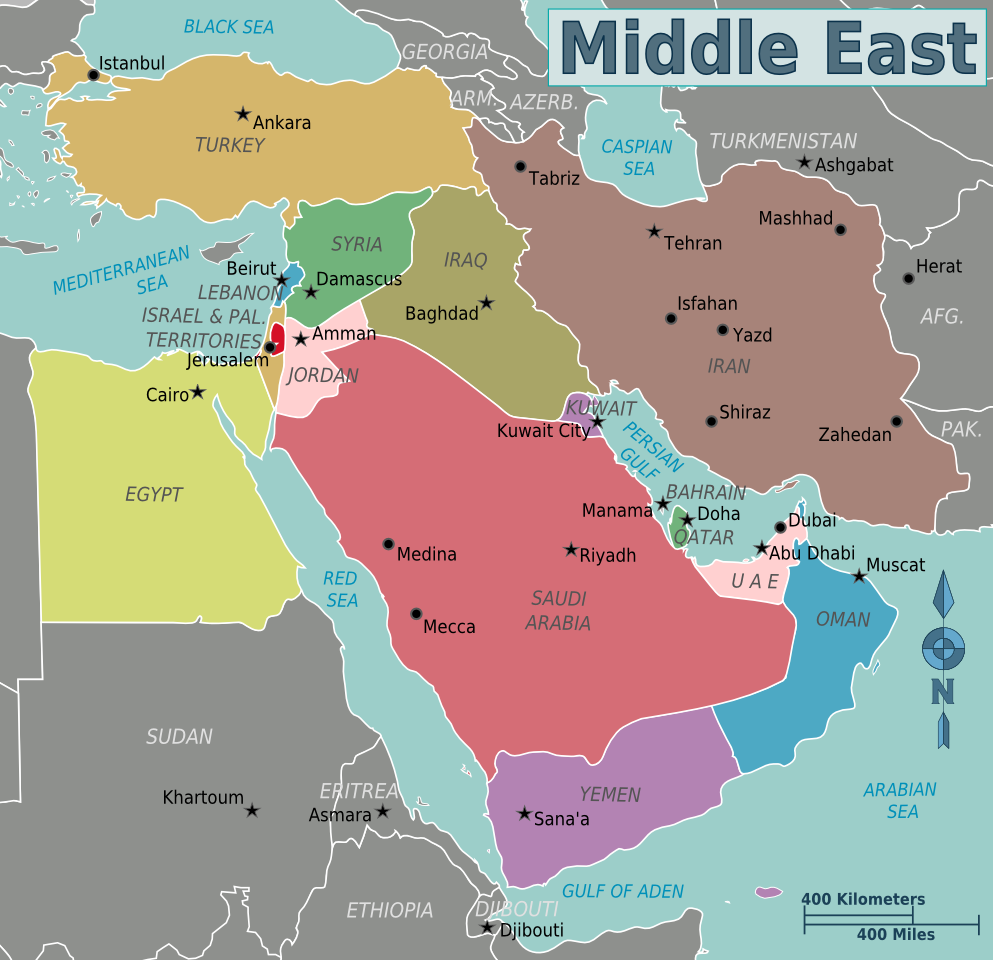
Harta politică contemporană a Orientului Mijlociu

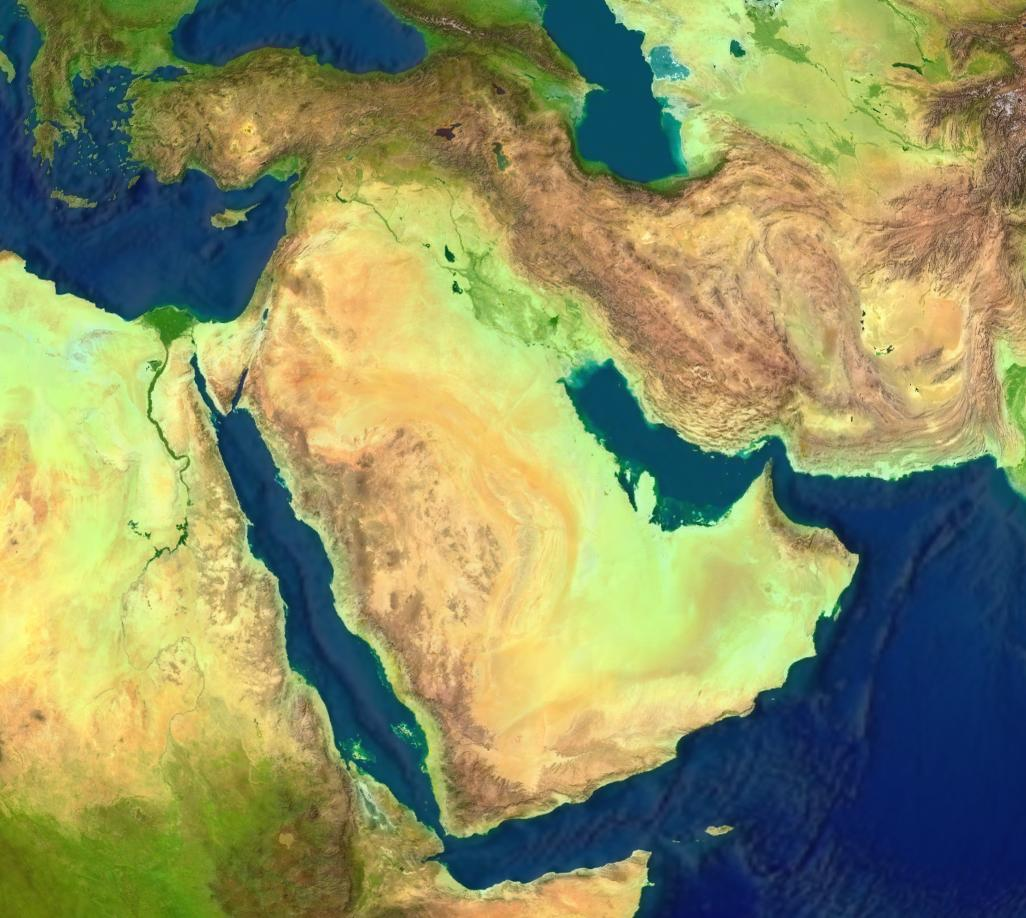
O hartă care arată teritoriile considerate în mod obișnuit parte din Orientul Apropiat

Orientul Apropiat, adăpostul unuia dintre Leagănele civilizației, denumit în trecut Orientul Apropiat – a fost leagănul multor dintre cele mai vechi culturi și civilizații ale lumii. Această istorie a început de la cele mai timpurii așezări umane, continuând prin mai multe imperii mari pre- și post-islamice până la statele-națiune din Orientul Mijlociu de astăzi.
Sumerienii au fost primii oameni care au dezvoltat sisteme complexe, astfel încât să fie numite „civilizație”, începând din mileniul V î.Hr.
Civilizația egipteană s-a coalizat în jurul anului 3150 î.Hr. odată cu unificarea politică a Egiptului de Sus și de Jos sub primul faraon.
Mesopotamia a fost locul unde au luat naștere mai multe imperii puternice care au ajuns să conducă aproape întregul Orient Mijlociu – în special Imperiile Asiriene din perioada 1365–1076 î.Hr. și Imperiul Neo-Asirian din perioada 911-609 î.Hr. 
De la începutul secolului al VII-lea î.Hr. și mai departe, mezii iranieni, urmați de Imperiul Ahemenid și alte state și imperii iraniene ulterioare au dominat regiunea. 
În secolul I î.Hr., Republica Romană în expansiune a absorbit întreaga Mediterană de Est, care includea o mare parte din Orientul Apropiat.
Imperiul Roman de Răsărit, cunoscut astăzi sub numele de Imperiul Bizantin, stăpânind teritoriile de la Balcani până la râul Eufrat, a devenit din ce în ce mai definitoriu și dogmatic privind creștinismul, creând treptat rupturi religioase între doctrinele dictate de Constantinopol și credincioșii din multe părți ale Orientului Mijlociu. 
Din secolul al III-lea până în cursul secolului al VII-lea d.Hr., întregul Orient Mijlociu a fost dominat de bizantini și de Imperiul Sasanid. Din secolul al VII-lea, în Orientul Mijlociu se ridica o nouă putere, cea a islamului. Dominația arabilor a regiunii a luat sfârșit brusc la mijlocul secolului al XI-lea odată cu sosirea dinastiei Seljuc. 
La începutul secolului al XIII-lea, un nou val de invadatori, armatele Imperiului Mongol, în principal popor turcic, au invadat regiunea. Până la începutul secolului al XV-lea, în vestul Anatoliei a apărut o nouă putere, emirii otomani, turci din punct de vedere lingvistic și islamici din punct de vedere religios, care în 1453 au capturat capitala creștină bizantină a Constantinopolului, declarându-se sultani.
Părți mari ale Orientului Mijlociu au devenit un teren de război între otomani și dinastia Safevidă iraniană timp de secole, începând cu începutul secolului al XVI-lea. Până în 1700, otomanii au fost alungați din Regatul Ungariei, iar echilibrul de putere de-a lungul frontierei se schimbase decisiv în favoarea lumii occidentale. 
Imperiul Britanic a stabilit, de asemenea, controlul efectiv al Golfului Persic, iar imperiul colonial francez și-a extins influența în Liban și Siria. În 1912, Regatul Italiei a pus mâna pe Libia și pe arhipelagul Dodecanez, chiar în largul coastei otomane a Anatoliei. La sfârșitul secolului al XIX-lea și începutul secolului al XX-lea, conducătorii din Orientul Mijlociu au încercat să-și modernizeze statele pentru a concura mai eficient cu puterile europene. Un moment de cotitură în istoria Orientului Mijlociu a venit când a fost descoperit petrolul, mai întâi în Persia în 1908 și mai târziu în Arabia Saudită (în 1938) și în celelalte state din Golful Persic, precum și în Libia și Algeria. Dependența occidentală de petrolul din Orientul Mijlociu și declinul influenței britanice au dus la un interes crescând al americanilor în regiune.
În anii 1920, 1930 și 1940, Siria și Egiptul au făcut mișcări către independență. Britanicii, francezii și Uniunea Sovietică au plecat din multe părți ale Orientului Mijlociu în timpul și după cel de-al Doilea Război Mondial (1939–1945). 

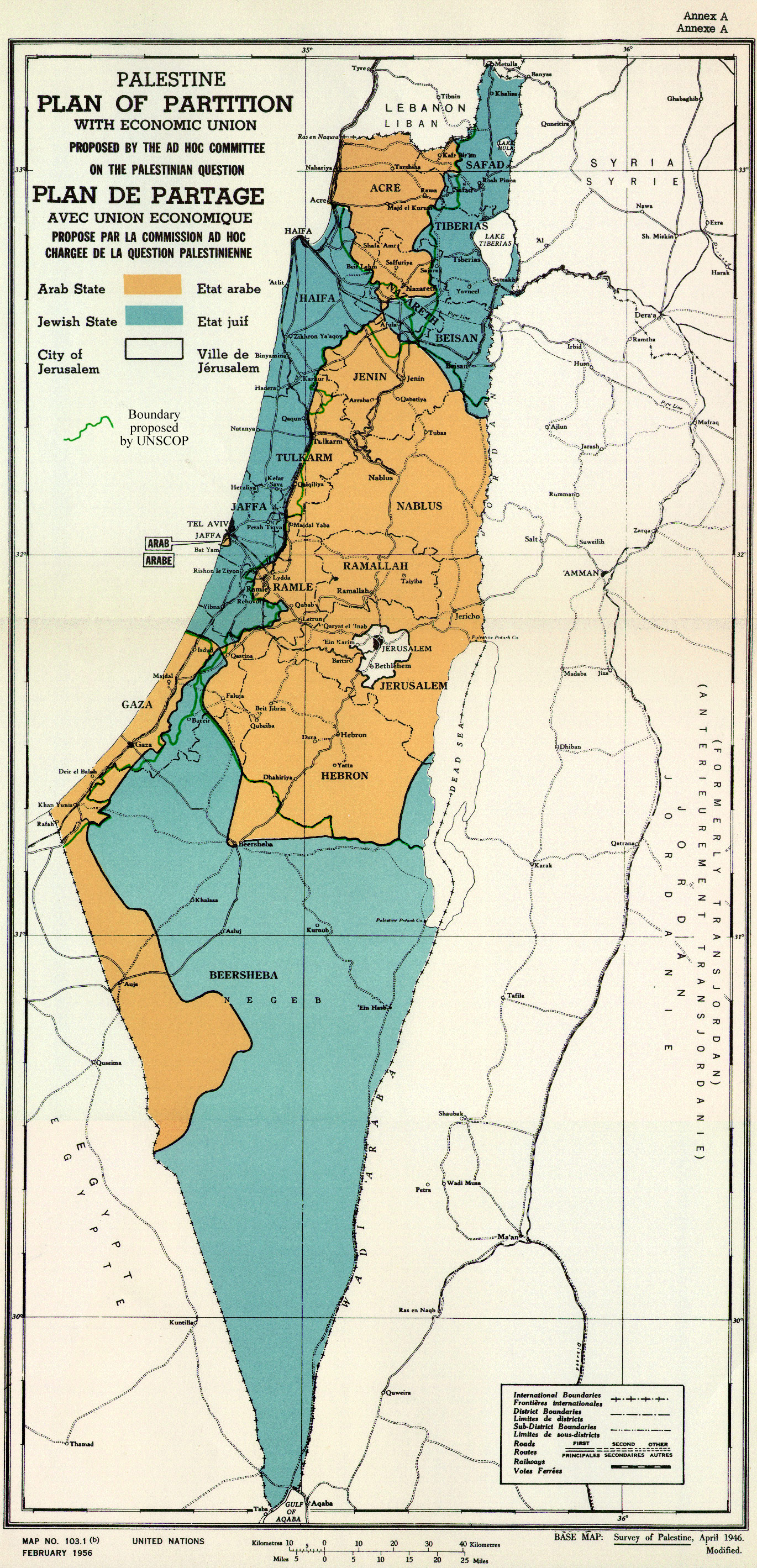
Planul de departajare a Palestinei

Conflictul arabo-israelian din Palestina a culminat cu planul Națiunilor Unite din 1947 de a departaja Palestina. 
Mai târziu, în mijlocul tensiunilor din Războiul Rece, în țările vorbitoare de limba arabă din Asia de Vest și Africa de Nord a avut loc ascensiunea Naționalismului Islamic Pan-Arab. 
Plecarea puterilor europene de la controlul direct al regiunii, înființarea Israelului și importanța tot mai mare a industriei petroliere au marcat crearea Orientului Mijlociu modern. În majoritatea țărilor din Orientul Mijlociu, creșterea economiilor de piață a fost inhibată de restricții politice, corupție și favoritism, cheltuieli excesive pentru arme și proiecte de prestigiu și dependență excesivă de veniturile din petrol. 
Cele mai bogate economii din regiune pe cap de locuitor sunt micile țări bogate în petrol din Golful Persic: Qatar, Kuweit, Bahrain și Emiratele Arabe Unite.
O combinație de factori — printre care, Războiul de șase zile din 1967, Criza petrolului din 1973, care a început cu embargoul petrolului OPEC din 1973, ca răspuns la sprijinul SUA acordat Israelului în războiul de Yom Kippur, concomitent cu popularizarea mișcării salafiste/wahhabismului  de către saudiți și Revoluția Iraniană din 1978-79 — a sprijinit mișcarea de ridicare continuă a islamismului și renașterea islamică în curs de desfășurare. 
Destrămarea Uniunii Sovietice în 1991 a adus o reorientare a securității globale de la Războiul Rece la Războiul împotriva terorismului. Începând cu începutul anilor 2010, un val revoluționar cunoscut în mod popular sub numele de Primăvara Arabă a adus la proteste majore, revolte și revoluții în mai multe țări din Orientul Mijlociu și Maghreb. 
Ciocnirile din vestul Irakului din 30 decembrie 2013 au fost preliminare revoltei sunnite pan-islamiste al Statului Islamic.